# I don't know (THE YELLOW MONKEYの曲)
「I don't know」（アイ ドント ノウ）は、2019年1月25日に発売されたTHE YELLOW MONKEYの配信シングル。2019年4月17日リリースのアルバム『9999』の先行シングルとして配信を開始した。

## 概要
この曲は、2019年1月10日よりテレビで放映の刑事ドラマ『刑事ゼロ』主題歌のオファーを受け、「記憶」をテーマとして制作された。テレビサイドから、「イントロが印象的で、ミステリアスでシニカルな曲」というリクエストがあった。
アメリカ西海岸の老舗サンセット・サウンドでレコーディング。ガレージのノイズを意識し、年代物の楽器で歪みの美しさにこだわった。
THE YELLOW MONKEYは、ファンハウスレーベル時代にギタリストの菊地英昭（EMMA）が刑事ドラマ『太陽にほえろ! 七曲署捜査一係』1998年版・1999年版メインテーマの演奏を担当した。また、SF・ドラマ映画『trancemission』（1999年）ではメンバーたち自身が未来の警察官役で出演した。

## 収録曲
1. I don't know - 4:33
（作詞・作曲：吉井和哉 / 編曲：THE YELLOW MONKEY）

## ミュージック・ビデオ
2019年1月25日公開。Artem Skiy（アルテム・スカイ）監督作品。GoProカメラがメンバーを近距離で映している。楽しい場面から孤独な場面への移行がある後、破壊のプロセスにより新しく生まれ変わる。照明の光は成功したロックスターを表現したもの。「喪失感」の演出として、広いスペースを使用することによりメンバーたちをミニチュア・キャラクターであるかのように見せた。
ミュージック・ビデオではギタリスト・菊地英昭（EMMA）をイメージするギターであるレスポールが使用されているが、実際の音源は1952年製のテレキャスター。